# Champcenest
Champcenest település Franciaországban, Seine-et-Marne megyében. Lakosainak száma 197 fő (2022. január 1.). Champcenest Rupéreux, Saint-Hilliers, Beton-Bazoches, Bezalles, Courchamp, Courtacon és Les Marêts községekkel határos.

## Népesség
A település népességének változása:
| Lakosok száma | 180  | 210  | 217  | 208  | 202  | 196  | 197  | 196  | 197  |
|               | 2013 | 2015 | 2016 | 2017 | 2018 | 2019 | 2020 | 2021 | 2022 |